# Ante Anić
Ante Anić (* 8. Juni 1989 in Zagreb, SFR Jugoslawien) ist ein kroatischer Fußballspieler.

## Karriere
Anić begann seine Karriere beim NK Hrvatski dragovoljac. 2007 wechselte er zum NK Rudeš. In den folgenden Jahren spielte er bei unterklassigen Klubs, ehe er im Februar 2012 zum Erstligisten NK Karlovac kam, für den er am 19. Spieltag der Saison 2011/12 gegen Dinamo Zagreb in der 1. HNL debütierte. Nachdem Karlovac am Saisonende aus der Erstklassigkeit abgestiegen war, verließ Anić den Verein nach nur einem halben Jahr wieder. Im Januar 2013 wechselte er nach Österreich zum Landesligisten Nußdorfer AC. Im Sommer 2013 ging er zum SV Gaflenz.
Zur Saison 2015/16 wechselte er zum Regionalligisten FC Blau-Weiß Linz, mit dem er 2016 in den Profifußball aufsteigen konnte. Nach der Saison 2017/18 verließ er BW Linz.
Im Januar 2019 wechselte er zum viertklassigen SC Liezen. Für die Steirer kam er zu zehn Einsätzen in der Landesliga. Zur Saison 2019/20 schloss er sich dem fünftklassigen SV Gmunden an. In zwei jeweils COVID-bedingt abgebrochenen Spielzeiten bei den Oberösterreichern absolvierte der Kroate 22 Partien in der Landesliga. Zur Saison 2021/22 wechselte Anić zum siebtklassigen ASK Hausmening nach Niederösterreich und nach zwei Jahren weiter zum Ligakonkurrenten FCU Neustadtl. Im Sommer 2024 wechselte er noch eine Spielklasse tiefer zur Sportunion Wolfsbach mit Spielbetrieb in der 2. Klasse Ybbstal/AV, brachte es bis zur Winterpause 2024/25 zu zehn Ligaeinsätzen und kam im Frühjahr gar nicht mehr zum Einsatz.
Ab der Saison 2025/26 tritt er bei der Sportunion Wolfsbach als Co-Trainer in Erscheinung.